# Kravattnål

Kravattnålar, 1860- och 70-tal. Hallwylska museet.

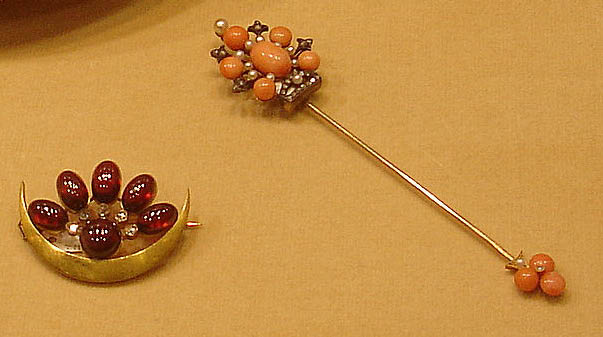
Två varianter av kravattnålar.

En kravattnål eller kråsnål är ett smycke som används för att hålla ihop en kravatt eller krås runt halsen.
I början av 1800-talet var kravatter populära inom den brittiska överklassen. Deras kravatter var tillverkade av exklusiva tyger och i stället för att knyta dem, vilket skulle slita på det känsliga tyget, hölls de ihop runt halsen av en nål eller brosch. Allteftersom 1800-talet framskred spred sig användandet av kravattnålar även till andra samhällsskikt. I början av 1900-talet började slipsen och slipsklämman att tränga undan kravatten. Idag bärs kravattnålar i stället i knapphålet på kavajslaget.